# کانون موری
کانون موری (انگلیسی: Kanon Mori؛ زادهٔ ۱ مهٔ ۱۹۹۶) بازیکن هاکی روی چمن است.